# 髙谷心也
高谷 心也（たかや しんや、1987年8月27日 - ）は、日本の俳優。東京都葛飾区出身、血液型はO型。177cm、67kg。えりオフィス所属。

## 人物
出典：日本タレント名鑑、所属事務所
- デビューのきっかけは、高校時代にバイト感覚でやっていたエキストラから。
- デビュー作は、テレビ朝日系列『笑いの金メダル』内で放送された、麒麟の田村裕の再現VTR。
- 代表作は、日本テレビ『HIGH&LOW』シリーズ。
- 趣味は、格闘技観戦、銭湯巡り、旅行。
- 特技は、アクション、殺陣。

## 出演作品

### ドラマ
- セカンドバージン（2010年　NHK）
- 鬼島平八郎（2010年、テレビ朝日）
- 東京リトル・ラブ（2010年、フジテレビ）
- GOLD（2010年、フジテレビ）
- 私立バカレア高校 - 国木田高校の生徒 役（2012年、日本テレビ）
- 仮面ティーチャー - 岡村 役（2013年、日本テレビ）
- 検事・沢木正夫２公訴取り消し（2014年、テレビ東京）
- 喰う寝るふたり住むふたり - ラーメン屋店員 役（2014年、NHK‐BS）
- S -最後の警官-（2014年、TBS）
- 永遠の0（2015年、テレビ東京）
- HIGH＆LOW　season2 - ダウトメンバー 役 (2016年、日本テレビ）
- コード・ブルー　3rd SEASON（2017年、フジテレビ）
- レ・ミゼラブル　終わりなき旅路（2018年、フジテレビ）
- グッド・ドクター（2018年、フジテレビ）
- コードブルーーもう一つの日常ー（2018年、フジテレビ）
- コードブルー特別版ーもう一つの戦場ー（2018年、フジテレビ）
- あおざくら 防衛大学校物語（2019年、毎日放送）
- 簡単なお仕事です。に応募してみた（2019年、日本テレビ）
- ボイス 110緊急指令室（2019年、日本テレビ）
- ラジエーションハウス（2019年、フジテレビ）
- パーフェクトワールド（2019年、フジテレビ）
- 砂の器（2019年、フジテレビ）
- メゾン・ド・ポリス（2019年、TBS）
- アンサング・シンデレラ　病院薬剤師の処方箋（2020年、フジテレビ）
- ファーストラブ - ヌードモデルの男 役（2020年、NHK BSプレミアム）
- アライブ がん専門医のカルテ - 横浜みなと総合病院第一助手 役（2020年、フジテレビ）
- ラジエーションハウスII〜放射線科の診断レポート〜 第5話（2021年11月1日、フジテレビ）
- SUPER RICH 第8話（2021年12月2日、フジテレビ）
- ミス・ターゲット 第2話（2024年4月28日、朝日放送・テレビ朝日） - 黒崎の部下 役

### 映画
- ラブコメ（2019年9月25日公開）
- 劇場版・私立バカレア高校 - 菊永高校の生徒 役（2012年10月13日公開）
- 地獄でなぜ悪い - 武藤組組員 役（2013年9月28日公開）
- ゲームセンターCX　THE　MOVIE - 外村竜雄 役（2014年2月22日公開）
- S－最後の警官ー奪還 - SAT隊員 役（2015年8月29日公開）
- HIGH&LOW THE NOVIE - ダウトメンバー 役（2016年7月16日公開）
- 劇場版　コード・ブルー - 看護師 役（2018年7月27日公開）
- HIGH&LOW THE WORST - 牙斗螺 篠田 役（2019年10月4日公開）

### CM
- e3 - 大塚食品